# Simulie
Simulium · Mouche noire
Genre
Les Simulies ou mouches noires (Simulium) sont un genre de diptères de la famille des Simuliidae présents principalement dans les zones humides de l'hémisphère nord. Récemment, ce genre de moucherons a été découvert en Afrique du Sud, où il se rapproche du centre du pays lors des grandes averses, et se retire sur les côtes par temps sec.

## Noms vernaculaires
Certaines simulies sont appelées :
- moutmout dans des régions d'Afrique centrale,
- arabi ou alambi dans le sud de la France, notamment en Camargue où elles sont très présentes,
- mouche de Beynes par les militaires du camp de Beynes, dans les Yvelines,
- yinyin ou yenyen en Guyane,
- piúm ou borrachudo au Brésil,
- mouche noire au Canada[1],
- mosca negra dans les régions hispanophones,
- midges dans les îles Britanniques notamment en Écosse et en Irlande où elles sont très présentes .

## Caractéristiques

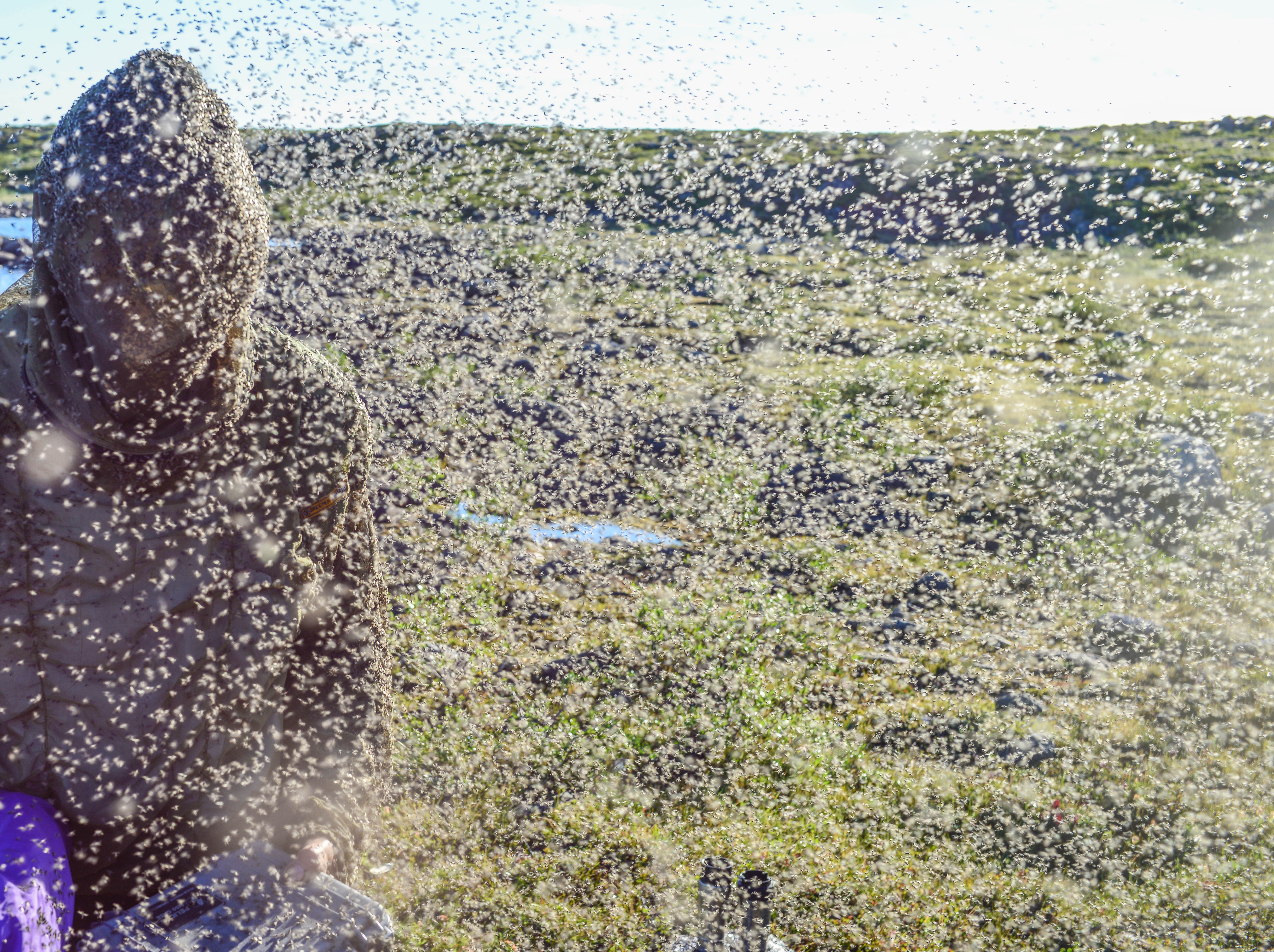
Attaque de simulies dans l'Arctique canadien. Rivière Dubawnt, Nunavut.

C’est un insecte hématophage. Les femelles ont besoin du sang des vertébrés pour la maturation des œufs. Sa morsure laisse une petite tache rouge entraînant quelquefois des démangeaisons et des œdèmes.
Certaines espèces ont contribué à la rapide dispersion de la myxomatose et d’autres zoonoses.
Elles peuvent propager plusieurs maladies : Simulium damnosum et S. naevi sont les vecteurs de l'onchocercose (cécité des rivières) que l'on rencontre en Afrique alors que ce seront Simulium callidum et S. metallicum en Amérique centrale, mais aussi S. ochraceum en Amérique centrale et du Sud.
Même en l’absence de parasite ou de bactérie transmis lors de la morsure, la morsure de certaines espèces (S. ornatum, S. posticatum, S. variegatum, S. bezzi, S. erythrocephalum) est dangereuse, la réaction allergique qu’elle cause pouvant aller jusqu’au choc anaphylactique.
On rapporte qu’en 1863, 80 % des bovins du canton de Condrieu moururent en quelques heures après une attaque de simulies ; en 1923, dans le Banat, la Transylvanie et la Valachie, ce sont 16 000 animaux domestiques qui furent tués en quelques jours.

## Liste d'espèces
Il existe 1 800 espèces de simulies réparties en 41 sous-genres (liste complète).
Selon ITIS :
- Simulium acarayense Coscaron, Wygodzinsky, 1972
- Simulium aestivum Davies, Peterson et Wood, 1962
- Simulium albicinctum (Enderlein, 1933)
- Simulium albilineatum (Enderlein, 1936)
- Simulium albopictum Lane et Porto, 1940
- Simulium alirioi Perez et Vulcano, 1973
- Simulium amazonicum Goeldi, 1905
- Simulium anamariae Vulcano, 1962
- Simulium anatinum Wood, 1963
- Simulium angrense Pinto, 1931
- Simulium antillarum Jennings, 1915
- Simulium antonii Wygodzinsky, 1953
- Simulium antunesi Lane et Porto, 1940
- Simulium aranti Stone et Snoddy, 1969
- Simulium arcticum Malloch, 1914
- Simulium argentatum Enderlein, 1936
- Simulium argus Williston, 1893
- Simulium aureum Fries, 1824
- Simulium auripellitum Enderlein, 1933
- Simulium auristriatum Lutz, 1910
- Simulium baffinense Twinn, 1936
- Simulium baiense Pinto, 1931
- Simulium barbatipes Enderlein, 1933
- Simulium beaupertuyi Perez, Rassi, Ramirez, 1977
- Simulium bicoloratum Malloch, 1913
- Simulium bicorne Dorog., Rubtsov, et Vlasenko, 1935
- Simulium bivittatum Malloch, 1914
- Simulium blancasi Wygodzinsky, Coscaron, 1070
- Simulium bordai Coscaron, Wygodzinsky, 1910
- Simulium botulibranchium Lutz, 1910
- Simulium brachycladum Lutz, Pinto, 1931
- Simulium bracteatum Coquillett, 1898
- Simulium brevifurcatum Lutz, 1910
- Simulium caledonense Adler et Currie, 1986
- Simulium callidum Dyar et Shannon, 1927
- Simulium canadense Hearle, 1932
- Simulium canonicola (Dyar et Shannon, 1927)
- Simulium catarinense Pinto, 1931
- Simulium cauchense Floch, Abonnenc, 1946
- Simulium cerqueira Almeida, 1974
- Simulium chalcocoma Knab, 1914
- Simulium clarkei Stone et Snoddy, 1969
- Simulium clarki Fairchild, 1940
- Simulium clavibranchium Lutz, 1910
- Simulium congareenarum (Dyar et Shannon, 1927)
- Simulium conviti Perez et Vulcano, 1973
- Simulium corbis Twinn, 1936
- Simulium cormonsi Wygodzinsky, 1971
- Simulium costaricense Smart, 1944
- Simulium cotopaxi Wygodzinsky et Coscaron, 1979
- Simulium craigi Adler et Currie, 1986
- Simulium croxtoni Nicholson et Mickel, 1950
- Simulium cuneatum (Enderlein, 1936)
- Simulium decollectum Adler et Currie, 1986
- Simulium decorum Walker, 1848
- Simulium defoliarti Stone et Peterson, 1958
- Simulium dinellii Joan, 1912
- Simulium diversibranchium Lutz, 1910
- Simulium diversifurcatum Lutz, 1910
- Simulium dixiense Stone et Snoddy, 1969
- Simulium downsi Vargas, Palacio, Nayera, 1946
- Simulium duplex Shewell et Fredeen, 1958
- Simulium dureti Wygodzinsky, Coscaron, 1967
- Simulium ecuadoriense Enderlein, 1934
- Simulium emarginatum Davies, Peterson et Wood, 1962
- Simulium encisoi Vargas et Diaz Najera, 1949
- Simulium escomeli Roubaud, 1909
- Simulium ethelae Dalmat, 1950
- Simulium euryadminiculum Davies, 1949
- Simulium excisum Davies, Peterson et Wood, 1962
- Simulium exiguum Roubaud, 1906
- Simulium fibrinflatum Twinn, 1936
- Simulium flavifemur Enderlein, 1921
- Simulium flavipictum Knab, 1914
- Simulium flavopubescens Lutz, 1910
- Simulium fulvibnotum Cerqueira et Mello, 1968
- Simulium furculatum (Shewell, 1952)
- Simulium gabaldoni Perez, 1971
- Simulium gaudeatum Knab, 1914
- Simulium gaurani Coscaron et Wygodzinsky, 1972
- Simulium giganteum Rubtzov, 1940
- Simulium goeldi Cerqueira et Mello, 1967
- Simulium gouldingi Stone, 1952
- Simulium grerreroi Perez, 1071
- Simulium griseum Coquillett, 1898
- Simulium guianense Wise, 1911
- Simulium guttatum (Enderlein, 1936)
- Simulium haematopotum Malloch, 1914
- Simulium haematoptum Malloch
- Simulium haysi Stone et Snoddy, 1969
- Simulium herreri Wygodzinsky et Coscaron, 1967
- Simulium hirtipupa Lutz, 1910
- Simulium hoffmanni Vargas, 1943
- Simulium hunteri Malloch, 1914
- Simulium ignacioi Perez et Vulcano, 1973
- Simulium ignescens Roubaud, 1906
- Simulium impar Davies, Peterson et Wood, 1962
- Simulium inaequale Paterson Ans Shannon, 1927
- Simulium incertum Lutz, 1910
- Simulium incrustatum Lutz, 1910
- Simulium inexorabile Schrottky, 1909
- Simulium innocens (Shewell, 1952)
- Simulium iracouboense Floch et Abonnenc, 1946
- Simulium itaunense D'andretta et Gonzalez, 1964
- Simulium jacumbae Dyar et Shannon, 1927
- Simulium jaimeramirezi Wygodzinsky, 1971
- Simulium jenningsi Malloch, 1914
- Simulium johannseni Hart, 1912
- Simulium jonesi Stone et Snoddy, 1969
- Simulium jujuyense Paterson et Shannon, 1927
- Simulium jundiaiense D'andretta et Gonzalez, 1964
- Simulium kabanayense Perez et Volcano, 1973
- Simulium lahillei Paterson et Shannon, 1927
- Simulium lakei Snoddy, 1976
- Simulium laneportoi Vargas, 1941
- Simulium lassmanni Vergas, Martinez, 1946
- Simulium laticalx Enderlein, 1933
- Simulium latidigitus Enderlein, 1936
- Simulium latipes Meigen, 1804
- Simulium lewisi Perez, 1971
- Simulium limbatum Knab, 1915
- Simulium longistylatum Shewell, 1959
- Simulium luggeri Nicholson et Mickel, 1950
- Simulium lurybayae Smart, 1944
- Simulium lutzianum Pinto, 1931
- Simulium machadoallisoni Vulcano, 1981
- Simulium major Lane et Porto, 1940
- Simulium malyschevi Dorog., Rubtsov, et Vlasenko, 1935
- Simulium manicatum Enderlein, 1933
- Simulium maroniense Floch et Abonnenc, 1946
- Simulium matteabranchia Anduze, 1947
- Simulium mbarigui Coscaron et Wygodzinsky, 1973
- Simulium mediovittatum Knab, 1916
- Simulium meridionale Riley, 1887
- Simulium meruoca Mello, Almeida, Dellome, 1973
- Simulium metallicum Bellardi, 1859
- Simulium mexicanum Bellardi, 1862
- Simulium minus (Dyar et Shannon, 1927)
- Simulium minusculum Lutz
- Simulium morae Perez, Rassi, Ramirez, 1977
- Simulium mutucuna Mello et Silva, 1974
- Simulium nebulosum Currie et Adler, 1986
- Simulium nigricoxum Stone, 1050
- Simulium nogueirai D'andretta et Gonzalez, 1964
- Simulium notatum Adams, 1904
- Simulium notiale Stone et Snoddy, 1969
- Simulium nunestovari Perez, Rassi, et Ramirez, 1977
- Simulium nyssa Stone et Snoddy, 1969
- Simulium obesum Vulcano, 1959
- Simulium ochraceum Walker, 1861
- Simulium opalinifrons Enderlein, 1934
- Simulium orbitale Lutz, 1910
- Simulium ortizi Perez, 1971
- Simulium oviedoi Perez, 1971
- Simulium oyapockense Floch et Abonnenc, 1946
- Simulium paraguayense Schrottky, 1909
- Simulium paranense Schrottky, 1909
- Simulium parnassum Malloch, 1914
- Simulium paynei Vargas, 1942
- Simulium penobscotensis Snoddy et Bauer, 1978
- Simulium perflavum Roubaud, 1906
- Simulium pertinax Kollar, 1832
- Simulium petersoni Stone et Defoliart, 1959
- Simulium pictipes Hagen, 1880
- Simulium pifanoi Perez, 1971
- Simulium pilosum (Knowlton et Rowe, 1934)
- Simulium pintoi D'andretta et D'andretta, 1946
- Simulium piperi Dyar et Shannon, 1927
- Simulium podostemi Snoddy, 1971
- Simulium prodexargenteum (Enderlein, 1936)
- Simulium pruinosum Lutz, 1910
- Simulium pseudoexiguum Mello et Almeida, 1974
- Simulium pugetense (Dyar et Shannon, 1927)
- Simulium pulverulentum Knab, 1914
- Simulium quadrifidum Lutz, 1917
- Simulium quadristrigatum Enderlein, 1933
- Simulium quadrivittatum Loew
- Simulium quebecense Twinn, 1936
- Simulium racenisi Perez, 1971
- Simulium rangeli Perez, 1977
- Simulium rivasi Perez, 1971
- Simulium rivuli Twinn, 1936
- Simulium rorotaense Floch et Abonnenc, 1946
- Simulium rubiginosum Enderlein, 1933
- Simulium rubrithorax Lutz, 1909
- Simulium rubtzovi Smart, 1945
- Simulium rugglesi Nicholson et Mickel, 1950
- Simulium samboni Jennings, 1915
- Simulium sanguineum Knab, 1915
- Simulium schmidtmummi Wygodzinsky, 1973
- Simulium scutistriatum Lutz, 1909
- Simulium seriatum Knab, 1914
- Simulium sicuani Smart, 1944
- Simulium simplicicolor Lutz, 1910
- Simulium slossonae Dyar et Shannon, 1927
- Simulium snowi Stone et Snoddy, 1969
- Simulium solarii Stone, 1948
- Simulium spadicidorsum (Enderlein, 1934)
- Simulium spinibranchium Lutz, 1910
- Simulium spinifer Knab, 1914
- Simulium strigatum (Enderlein, 1933)
- Simulium strigidorsum (Enderlein, 1933)
- Simulium striginotum (Enderlein, 1933)
- Simulium suarezi Perez, Rassi et Ramirez, 1977
- Simulium subclavibranchium Lutz, 1910
- Simulium subnigrum Lutz, 1910
- Simulium subpallidum Lutz, 1910
- Simulium tallaferroae Perez, 1971
- Simulium tarsale Williston, 1896
- Simulium tarsatum Macquart, 1847
- Simulium taxodium Snoddy et Beshear, 1968
- Simulium tescorum Stone et Boreham, 1965
- Simulium townsendi Malloch, 1912
- Simulium transiens Rubtzov, 1940
- Simulium travassosi D'andretta et D'andretta, 1947
- Simulium trivittatum Malloch, 1914
- Simulium truncata (Lundstrom, 1911)
- Simulium tuberosum (Lundstrom, 1911)
- Simulium underhilli Stone et Snoddy, 1969
- Simulium urubambanum Enderlein, 1933
- Simulium varians Lutz, 1909
- Simulium venator Dyar et Shannon, 1927
- Simulium venustum Say, 1823
- Simulium verecundum Stone et Jamnback, 1955
- Simulium vernum (Macquart, 1826)
- Simulium versicolor Lutz et Tovar, 1928
- Simulium violacescens Enderlein, 1933
- Simulium virgatum Coquillett, 1902
- Simulium vittatum (Zetterstedt, 1838)
- Simulium wuayaraka Ortiz, 1957
- Simulium wyomingense (Stone et De Foliart, 1959)
- Simulium yacuchuspi Wygodzinsky et Coscaron, 1967

## Galerie

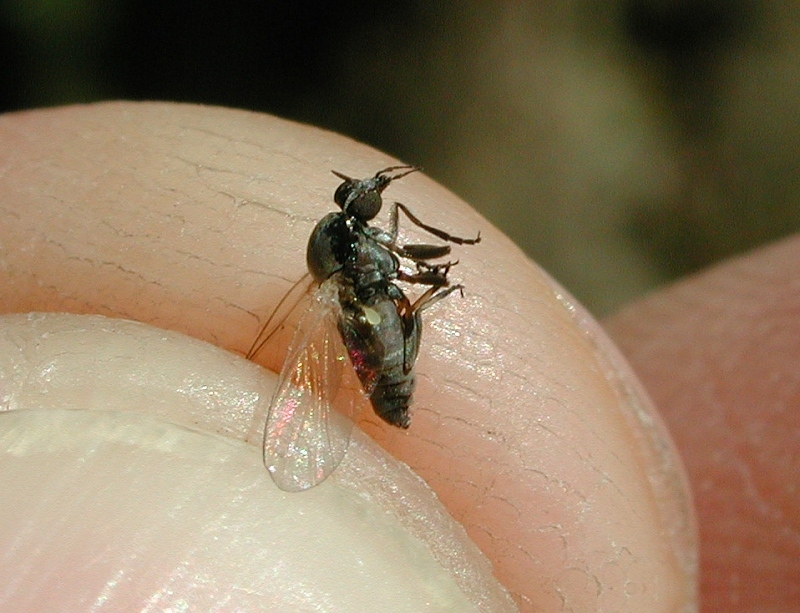
Profil et face ventrale.
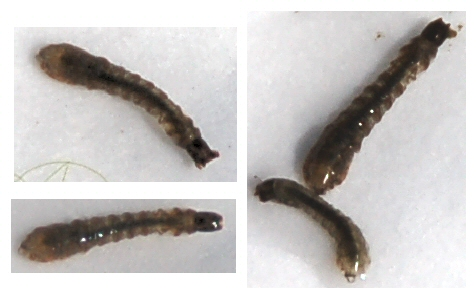
Larves.
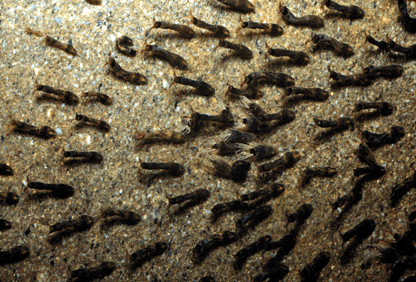
Disposition typique des larves dans le courant.
Deux principaux stades larvaires d’une simulie.
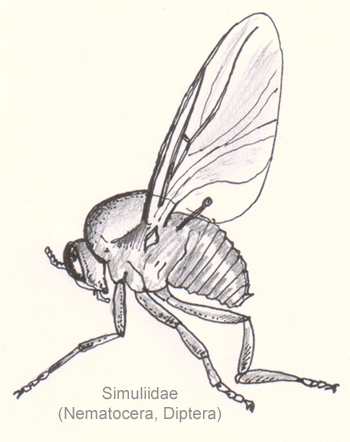
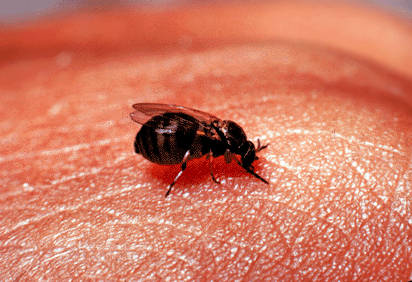
Simulie.